# English Gardnerová
English Gardnerová, nepřechýleně English Gardner (* 22. dubna 1992) je americká atletka, sprinterka, olympijská vítězka a bronzová medailistka ve štafetě na 4 × 100 metrů z letních olympiád 2016 a 2020. Se sprinterskou štafetou má rovněž i dvě stříbrné medaile z mistrovství světa.

## Osobní rekordy
- běh na 100 metrů – 10,74 s – 3. července 2016, Eugene[1]